# Jün-fu
Jün-fu (čínsky 云浮, pchin-jinem Yúnfú) je městská prefektura v Čínské lidové republice. Leží v provincii Kuang-tung, má plochu 7 813 čtverečních kilometrů a žije v ní přes dva a půl milionu obyvatel.

## Poloha
Jün-fu leží na jihovýchodě Čínské lidové republiky v provincii Kuang-tung. Hraničí na severu s Čao-čchingem, na východě s Fo-šanem, na jihovýchodě s
Ťiang-menem, na jihu s Jang-ťiangem, na jihozápadě
s Mao-mingem a na západě s autonomní oblastí Kuang-si.

## Administrativní členění
Městská prefektura Jün-fu se člení na pět celků okresní úrovně, a sice dva městské obvody, jeden městský okres a dva okresy.
| městský obvod · Jün-čcheng městský obvod · Jün-an okres · Sin-sing okres · Jü-nan městský okres · Luo-ting |        |                       |                    |                                  |
| Název | Název  | Počet obyvatel (2020) | Rozloha km² (2020) | Hustota zalidnění (obyv. na km²) |
| český přepis                                                                                               | znaky  | Počet obyvatel (2020) | Rozloha km² (2020) | Hustota zalidnění (obyv. na km²) |
| Městské obvody                                                                                             |        |                       |                    |                                  |
| Jün-čcheng                                                                                                 | 云城区 | 408 537               | 793                | 515                              |
| Jü-nan | 云安区 | 235 390               | 1 172              | 201                              |
| Městský okres                                                                                              |        |                       |                    |                                  |
| Luo-ting                                                                                                   | 罗定市 | 936 931               | 2 328              | 403                              |
| Okresy |        |                       |                    |                                  |
| Sin-sing                                                                                                   | 新兴县 | 430 831               | 1 521              | 283                              |
| Jün-an | 郁南县 | 371 661               | 1 966              | 189                              |
| |        |                       |                    |                                  |
| Celkem | Celkem | 2 383 350             | 7 779              | 306                              |